# Verweilzeit (technischer Prozess)
Bei einem Prozess ist die Verweilzeit {\displaystyle \tau } (griechisches kleines Tau) die Zeit, in der z. B. ein definiertes Fluidvolumen in einem Reaktor oder in der gesamten Anlage „verweilt“.
- Bei einem Satzreaktor ist sie identisch mit der Reaktionszeit.
- Für kontinuierliche Reaktoren wird die Verweilzeit berechnet als Quotient des Fluidvolumens {\displaystyle V_{\mathrm {R} }} im Reaktor zum austretenden Volumenstrom {\displaystyle {\dot {V}}}:

{\displaystyle \tau ={\frac {V_{\mathrm {R} }}{\dot {V}}}}
Bei kontinuierlichen Reaktoren beschreibt die Verweilzeit die Effizienz des Prozesses und wird dort auch als Raumzeit bezeichnet.
Streng genommen bezieht sich die mittlere Verweilzeit auf den austretenden Volumenstrom, während sich die Raumzeit auf den eintretenden Strom bezieht. Ändert sich die Dichte jedoch nicht (was bei den meisten Flüssigphasenreaktionen der Fall ist) und sind daher ein- und austretender Volumenstrom gleich, so sind auch Raumzeit und mittlere Verweilzeit identisch.
- Bei kontinuierlich betriebenen Fermentationen ist aus historischen Gründen die Verwendung der Verdünnungsrate (Dilutionsrate) D (in 1/sek) üblich:

{\displaystyle D=\tau ^{-1}={\frac {\dot {V}}{V_{\mathrm {R} }}}}
Die Verweilzeit eines chemischen Reaktors ist eine der wichtigsten reaktionstechnischen Kenngrößen. So ist das Produkt der Geschwindigkeitskonstante {\displaystyle k} einer Reaktion erster Ordnung und der mittleren Verweilzeit {\displaystyle \tau } die erste Damköhlerzahl {\displaystyle DaI}, die wesentlich den Umsatz einer einfachen Reaktion in einem Reaktor bestimmt.

## Bestimmung
In Versuchsapparaturen wird die Verweilzeit meist mit einer Markierungssubstanz (Tracer) bestimmt, welche in den Zulauf des Apparates injiziert wird. Der Tracer sollte sich quantitativ im Strom durch den Apparat bestimmen lassen.
Grundsätzlich werden unterschieden:
- die Stoßmarkierung, bei der lediglich eine kleine Menge des Tracers in einem möglichst kurzen Zeitintervall eingebracht wird
- die Verdrängungsmarkierung, bei welcher der ursprüngliche Zulauf durch einen anderen ersetzt wird.

Wird nun die Tracerkonzentration am Ablauf des Apparates über die Zeit gemessen, so erhält man bei der Stoßmarkierung die Verweilzeitdichtefunktion E(t). Das Integral über diese Funktion ist per Definition gleich 1:
{\displaystyle \int _{0}^{\infty }E(t)\;dt=1}
Um die Verweilzeitsummenfunktion F(t) zu erhalten, muss die Verteilungsdichtefunktion über die Zeit integriert werden:
{\displaystyle F(t)=\int _{0}^{t}E(t')\;dt'\leq 1}
Sie stellt den Anteil derjenigen Volumenelemente dar, die den Reaktor zum Zeitpunkt t nach der Zugabe zum Zeitpunkt 0 wieder verlassen haben.

## Verweilzeitverhalten verschiedener Reaktoren

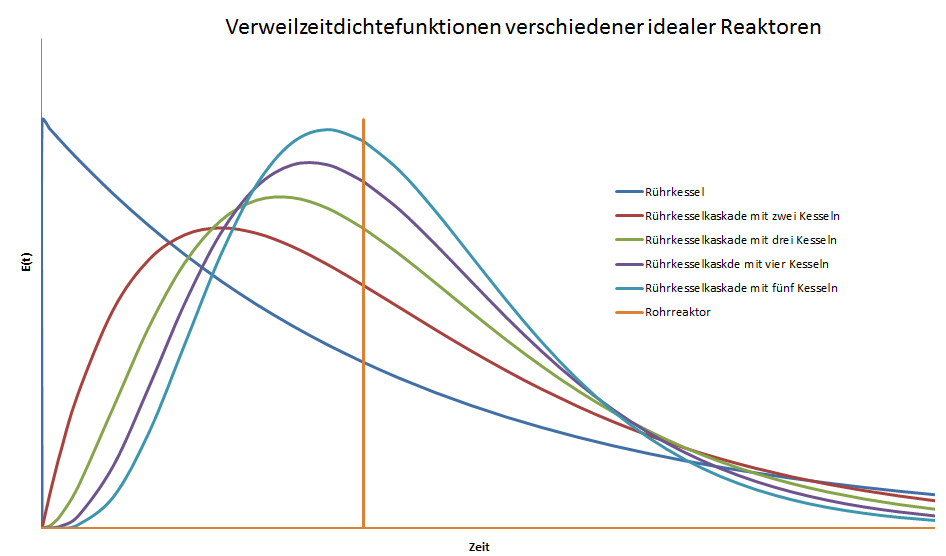
Verweilzeitdichtefunktionen verschiedener idealer Reaktoren

Grundsätzlich werden folgende kontinuierliche Idealreaktoren unterschieden, welche sich auch in ihrem Verweilzeitverhalten unterscheiden:
- Beim idealen Strömungsrohr ist die Verteilungsdichtefunktion eine Sprungfunktion, da eine Pfropfenströmung vorherrscht und somit keine Rückvermischung stattfindet.
- Beim idealen, kontinuierlichen Rührkessel findet eine sofortige vollständige Verteilung der Tracersubstanz im Reaktor statt. Durch den weiteren Zu- und Abstrom im Reaktor nimmt die Konzentration am Ausgang kontinuierlich ab.
- Rührkessel-Kaskaden lassen sich – abhängig von der Anzahl N ihrer Rührkessel – durch folgende Funktion beschreiben:

{\displaystyle E(\theta )={\frac {N\cdot (N\cdot \theta )^{N-1}}{(N-1)!}}\cdot \exp(-N\cdot \theta )}
mit der normierten Verweilzeit {\displaystyle \theta ={\frac {t}{\tau }}}.